# Senador Albino Boaventura
Senador Albino Boaventura é um bairro da cidade brasileira de Goiânia, localizado na região noroeste do município.
O bairro foi aprovado em 2003 e foi criado na intenção de abrigar populações pobres em situação de risco oriundas de áreas de risco e invasões, como Emílio Póvoa, Chácara do Governador e Vila dos Trilhos. A região é predominantemente residencial e, de empresas, abriga fábricas de embalagens. O principal acesso ao bairro se dá pela Avenida Perimetral Norte.
Segundo dados do Instituto Brasileiro de Geografia e Estatística (IBGE), divulgados pela prefeitura, no Censo 2010 a população do bairro Senador Albino Boaventura era de 129 pessoas.